# 푸밍샤
푸밍샤(伏明霞, 1978년 8월 16일~)는 중화인민공화국의 다이빙 선수로 1990년대에 스포츠계를 지배한 중화인민공화국 다이빙 팀들에 뛰어났다. 1992년 올림픽 역사상 두번째 연소자 금메달리스트가 되었다.
후베이성 우한시에서 태어난 푸밍샤는 9세 때 베이징에서 국가 후원의 다이빙 프로그램에 들어갔다. 자신의 코치 위펀의 지도 아래 그녀는 빠르게 스포츠의 기술적 관점을 익히고 맹렬한 경쟁력을 개발하였다.
11세의 나이로 국제 데뷔를 한 푸밍샤는 시애틀에서 열린 친선 경기에서 10m 플랫폼 종목을 우승하였다. 이듬해 오스트레일리아 퍼스에서 열린 세계 선수권에서 그 종목을 우승하였는 데, 이 승리는 경연자들이 국제 대회의 한해에서 최소한 14세가 되어여 하는 것을 요구하는 데 규칙의 법령으로 이끌었다. 1992년 바르셀로나 올림픽에서 10m 플랫폼 종목의 금메달을 획득한 후, 좁게 이 요구를 이행하였다.
1994년 세계 선수권에서 다시 플랫폼 종목을 우승한 그녀는 1996년 애틀랜타 올림픽에서 플랫폼 2연승은 물론, 3m 스프링보드 종목에서도 우승을 거두었다.
한달 후, 18세의 나이로 은퇴를 선언하였다. 그럼에 불구하고 2000년 시드니 올림픽에 다시 돌아와 3m 스프링보드 2연승을 하고, 싱크로 다이빙 종목에서 은메달을 땄다.
전 홍콩의 정치인 앤서니 릉과 결혼하여 2남 1녀를 두었다.